# 羅德·泰勒
羅德·泰勒（英語：Rod Taylor，1930年1月11日—2015年1月7日），澳洲演員。

## 生平
羅德·泰勒出生在澳洲雪梨。羅德·泰勒在觀看勞倫斯·奧立佛執導的《理查三世》後決定成為演員。1960年，羅德·泰勒演出喬·治巴爾（George Pal）執導的電影《時光機器》。
1963年，羅德·泰勒演出希區考克執導電影《鳥》（The Birds）。
2015年1月7日，羅德·泰勒以84歲年壽在美國洛杉磯辭世。

## 作品
- 《時光機器》
- 《火車大盜》（The Train Robbers）
- 《鳥》（The Birds）
- 《僱傭兵傳奇》（Dark of the Sun）
- 《101忠狗》（101 Dalmatians）
- 《惡棍特工》

## 連接
- 羅德·泰勒在互联网电影资料库（IMDb）上的資料（英文）
- Rod Taylor Australian theatre credits （页面存档备份，存于） at Ausstage
- Rod Taylor[] at National Film and Sound Archive